# أبو بكر الطوسي
أبو بكر محمد بن بكر بن محمد الطوسي النوقاني (ت 420هـ) فقيه شافعي من أصحاب الوجوه المجتهدين. من أهل نوقان، بِضَم النُّون: إِحْدَى مَدَائِن طوس.
تفقه على الأستاذ أبي الحسن الماسرجسي بنيسابور، وعلى الشيخ أبي محمد البافي ببغداد. وتفقه عليه كثيرون منهم الأستاذ أبو القاسم القشيري.
كَانَ من أحسن النَّاس خلقاً، وَأَحْسَنهمْ سيرة، وَظَهَرت بركته على أَصْحَابه، وكان إمامَ أصحاب الشافعي بنيسابور، ومدرِّسَهم، وكان ذا زهد وورع وانقباض عن الناس، وكان عازفاً عن الجاه والدخول على السلاطين، حسن الخلق والسيرة.
قال الذهبي: وكان مَعَ فضائله ورعًا صالحًا خاشعًا.
وقال ابن كثير: إمام الشافعية بنيسابور، وفقيههم، ومدرسهم بها في عصره، مع الديانة، والصيانة، والورع، والتقشف، وترك الاختلاط بالجاه، وترك السلاطين، وقبول الوصايا، والأوقاف، وكان من أحسن الناس خلقا، وسيرة، وظهرت بركته على أصحابه بنفسه في شبيبته على الشيخ أبي القاسم القشيري، والأستاذ أبي الحسن الماسرجسي، وببغداد عند الشيخ أبي محمد البافي، وغيرهم، وسمع الحديث الكثير.
وقال ابن الملقن: محمد بن بكر الطوسي أبو بكر النوقاني: نسبة إلى إحدى مدائن طوس، إمام كبير. تفقه عليه الأستاذ أبو القاسم القشيري وغيره، مات سنة عشرين وأربعمائة ذكره الرافعي في الإجارة في الاستيجار لإعادة الدرس، وفى مواضع من الجنايات، وقاطع الطريق، والشهادات، وله ولد صالح فقيه مدرس يسمى بكرًا.
وقال ابن قاضي شهبة: نقل عنه الرافعي في باب الإجارة فقال وعن الشيخ أبي بكر الطوسي ترديد جواب في الاستئجار لإعادة الدرس وفي الجنايات قبيل باب اختلاف الجاني ومستحق الدم ونقل عنه أيضاً في موضعين آخرين قبل الموضع المذكور في الكلام على القصاص في الباضعة والمتلاحمة ونقل أيضاً عنه خامساً في باب قاطع الطريق وسادساً في كتاب الإيمان وسابعاً في الشهادات.
حكى محمد بن مأمون قال: كنت مع الشيخ أبي عبد الرحمن السلمي ببغداد، فقال لي: تعال حتى أريك شاباً ليس في جملة الصوفية ولا المتفقهة أحسن طريقة ولا أكثر أدباً منه، فأخذ بيدي، فذهب إلى حلقة البافي، وأراني الشيخ أبا بكر الطوسي.
تردد ذكره في الروضة والشرح الكبير وغيرهما، ذكره الرافعي في الشرح في كتاب الإجارة وكتاب الجراح وغير موضع.

## وفاته
توفي بنوقان سنة عشرين وأربعمائة (420هـ).